# Вертёй-сюр-Шарант
Вертёй-сюр-Шара́нт (фр. Verteuil-sur-Charente) — коммуна во Франции, находится в регионе Пуату — Шаранта. Департамент — Шаранта. Входит в состав кантона Рюффек. Округ коммуны — Конфолан.
Код INSEE коммуны — 16400.
Коммуна расположена приблизительно в 360 км к юго-западу от Парижа, в 70 км южнее Пуатье, в 38 км к северу от Ангулема.

## Население
Население коммуны на 2008 год составляло 686 человек.
| 1962 | 1968 | 1975 | 1982 | 1990 | 1999 | 2008 |
| ---- | ---- | ---- | ---- | ---- | ---- | ---- |
| 803  | 802  | 719  | 770  | 714  | 719  | 686  |

## Администрация
| Период | Период | Фамилия        | Партия        | Примечания                |
| ------ | ------ | -------------- | ------------- | ------------------------- |
| 1987   | 2008   | Ален Балюто    | Разные правые |                           |
| 2008   | 2014   | Клодди Сегенар |               | военный лётчик в отставке |

## Экономика
Основу экономики составляют сельское хозяйство и туризм.
В 2007 году среди 391 человека в трудоспособном возрасте (15—64 лет) 276 были экономически активными, 115 — неактивными (показатель активности — 70,6 %, в 1999 году было 64,8 %). Из 276 активных работали 251 человек (131 мужчина и 120 женщин), безработных было 25 (12 мужчин и 13 женщин). Среди 115 неактивных 20 человек были учениками или студентами, 57 — пенсионерами, 38 были неактивными по другим причинам.

## Достопримечательности
- Церковь Сен-Медар (XII век). Исторический памятник с 1969 года[3]
  - Дарохранительница (XVIII век). Исторический памятник с 1938 года[4]
  - Скульптурная группа «Положение во гроб» (XVI век). Исторический памятник с 1908 года[5]
- Замок Вертёй (XI—XII века). Исторический памятник с 2010 года[6]
- Бывший францисканский монастырь Кордилье (1471 год). Исторический памятник с 2009 года[7]

## Фотогалерея

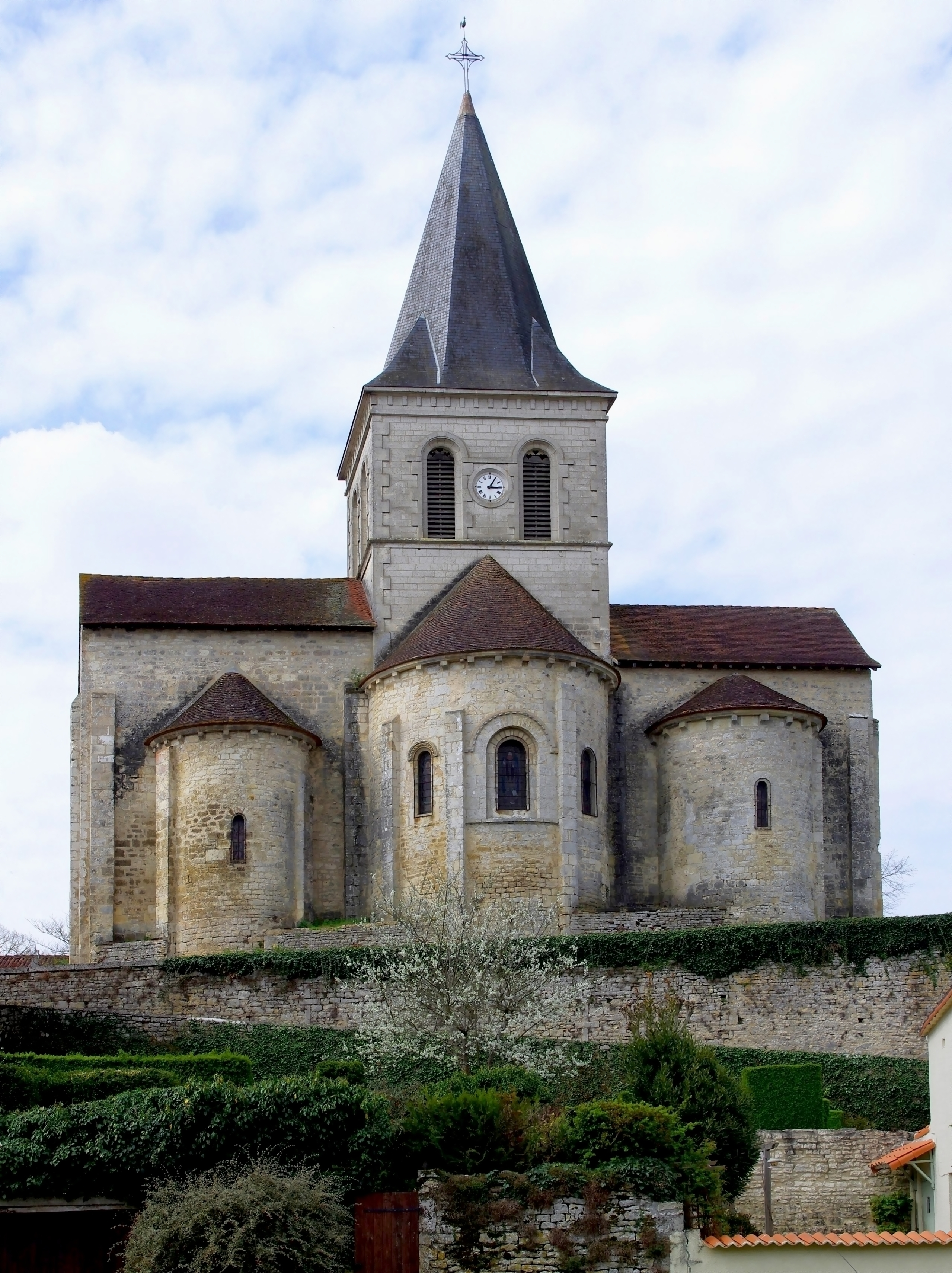
Церковь Сен-Медар
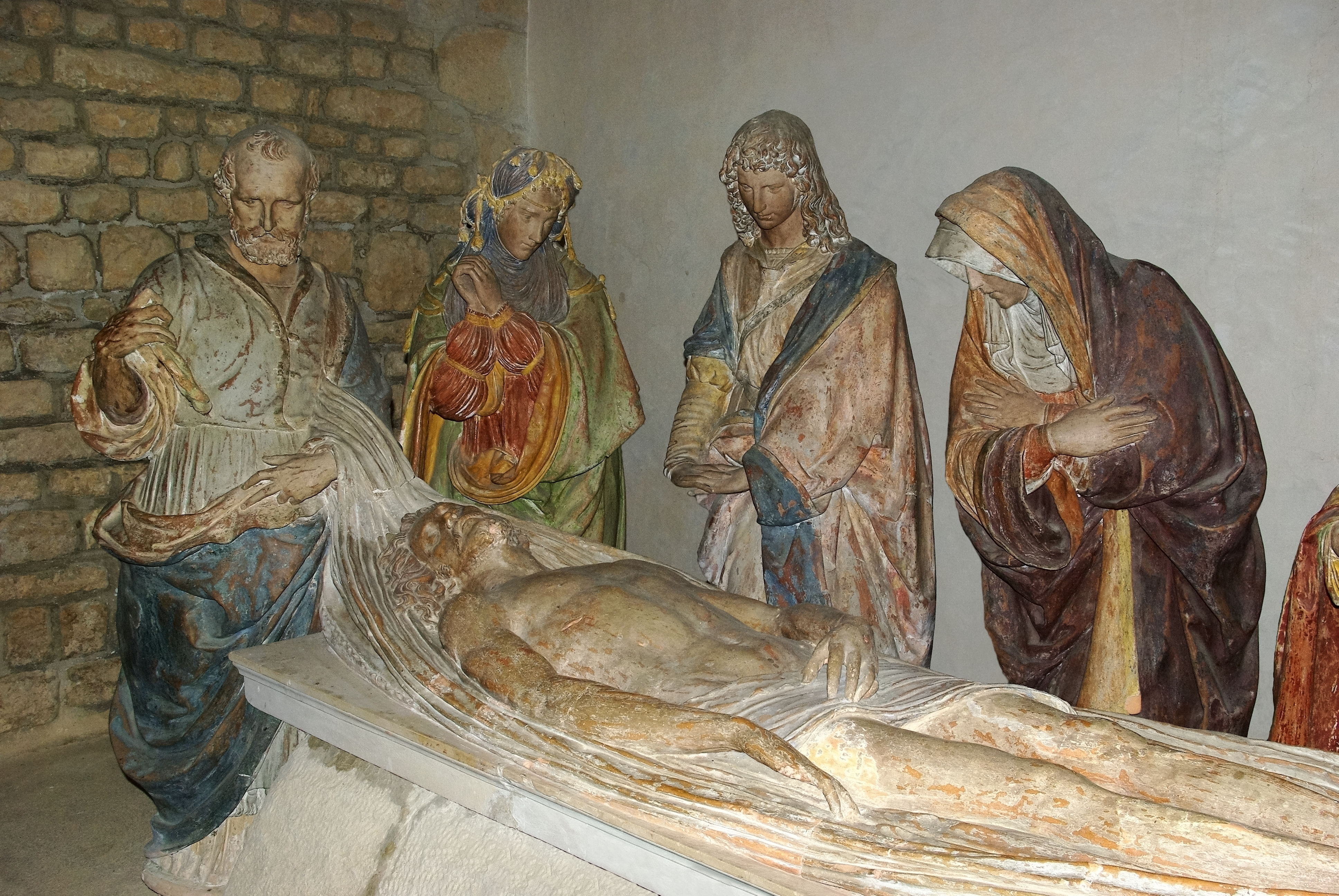
Скульптурная группа «Положение во гроб»
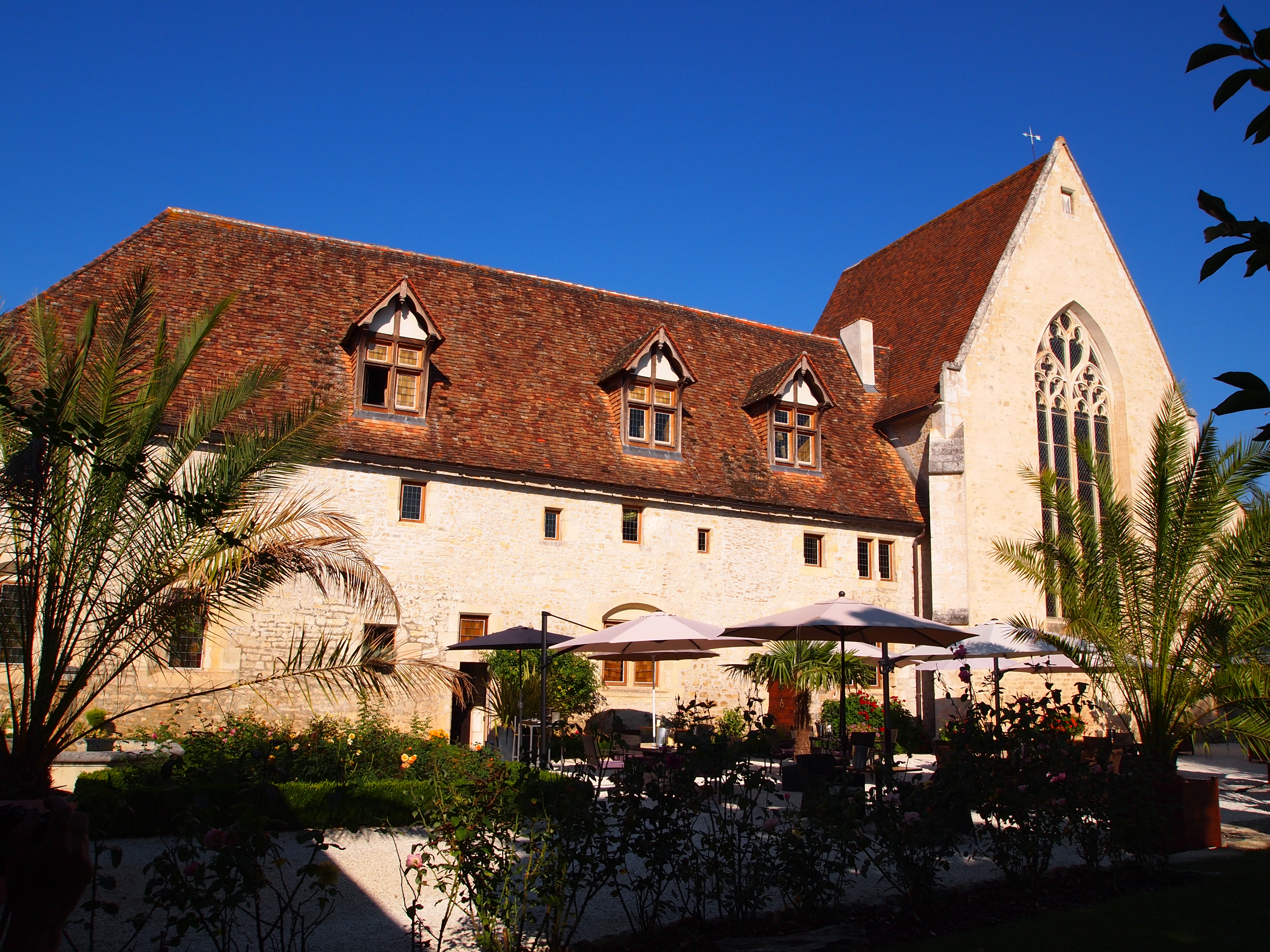
Монастырь Кордилье
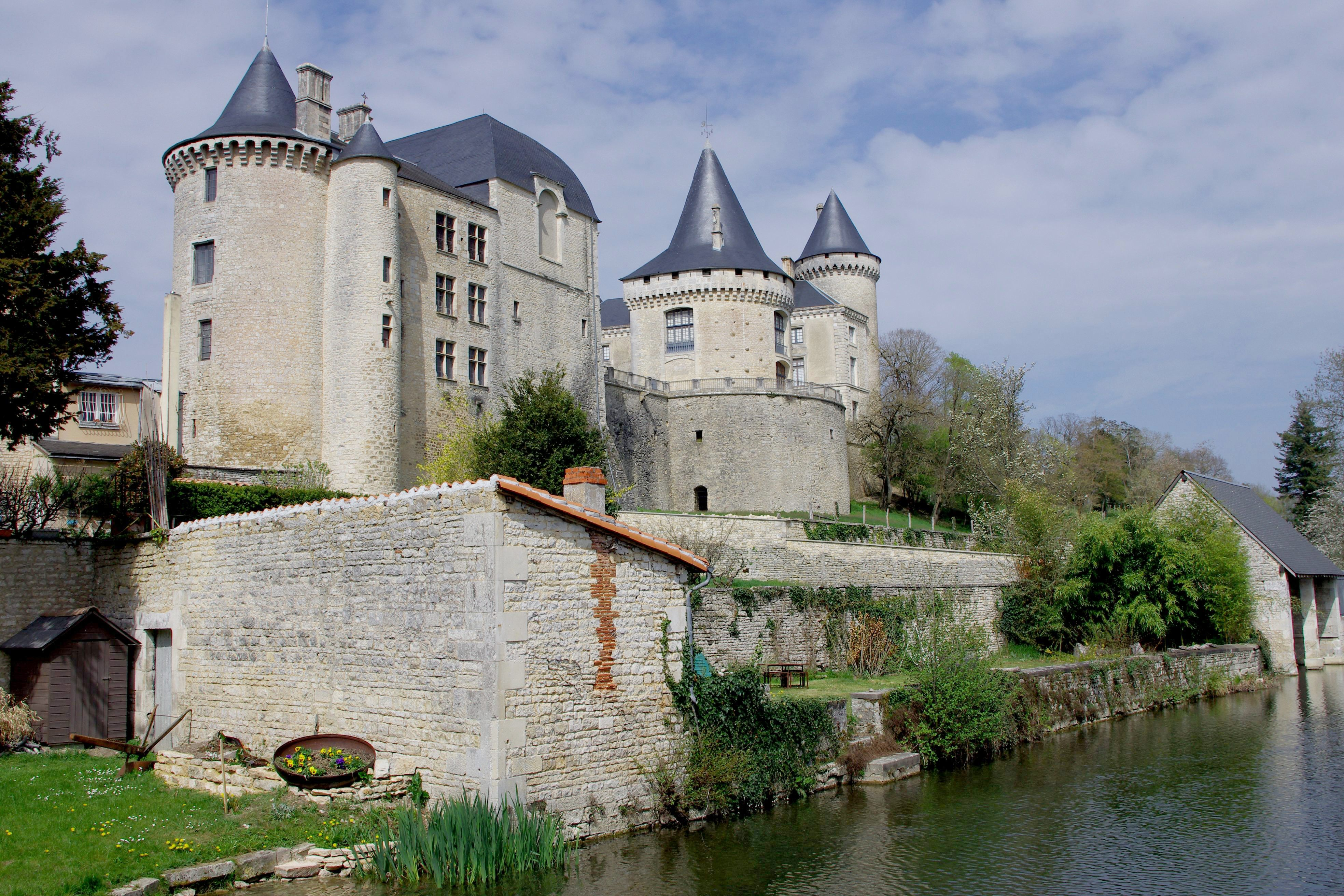
Замок Замок Вертёй